# Luis Carlos Cárdenas Arbeláez
Luis Carlos Cárdenas Arbeláez (Antioquia 1937 - Medellín 15 de octubre de 1973) fue un líder sindical colombiano.
Asesinado por el Ejército Nacional de Colombia.

## Biografía
Fue vicepresidente del Sindicato de Trabajadores de Obras Públicas y Agricultura del Departamento de Antioquia, era conductor en la Oficina de Obras Públicas de Antioquia. Padre de tres hijos.

## Asesinato
Fue detenido en Medellín por miembros de la Cuarta Brigada del Ejército Nacional, mientras era traslado se le aplico la "ley de fuga" y fue asesinado.

## Homenajes
El 15 de octubre se conmemora el día del preso político en Colombia.
El Ejército de Liberación Nacional (ELN) denomina en 1978 a uno de sus frentes con su nombre.